# Crown (manga)
Pour les articles homonymes, voir Crown.
Crown est un shōjo manga écrit par Shinji Wada et dessiné par You Higuri. Il a été prépublié entre 2005 et 2008 dans le magazine Princess Gold de l'éditeur Akita Shoten puis compilé en un total de six tomes. La version française a été éditée en intégralité par Asuka. La série est aussi éditée en Allemagne par Carlsen et en Amérique du Nord par Go! Comi.

## Synopsis
Après le décès des parents de Mashiro Shinomiya, le malheur s'est abattu sur elle. Cependant, deux beaux et mystérieux inconnus font leur apparition dans sa vie. Pensant à un enlèvement, Mashiro va bientôt s'apercevoir de sa méprise quand ils lui révèlent une histoire bouleversante qui va remuer sa vie...

## Personnages
- Mahiro Shinomiya (四ノ宮まひろ?) (Chakam (チャカム・マヒロ・レガリア?))
- Ren Shido (獅堂蓮?)
- Raymond Muller (レイモンド・ミュラー?) (Jake (ジェイク?))
- Fibula (フィビュラ?)
- Balzas (バルザス?)
- Chondrite Bourne (コンドライト・ボーン?) (Condor (コンドル?))
- Angela Cartwright (アンジェラ・カートライト?) (Ange (アンジュ?))
- Bashtar (バシュタール?)

## Liste des volumes
| no | Japonais         | Japonais          | Français          | Français      |
| no | Date de sortie   | ISBN              | Date de sortie    | ISBN          |
| -- | ---------------- | ----------------- | ----------------- | ------------- |
| 1  | 16 décembre 2005 | 978-4-253-15374-4 | 24 janvier 2008   | 9782849653166 |
| 2  | 16 mai 2006      | 978-4-253-15375-1 | 13 mars 2008      | 9782849653555 |
| 3  | 16 mars 2007     | 978-4-253-15376-8 | 15 mai 2008       | 9782849653753 |
| 4  | 16 octobre 2007  | 978-4-253-15377-5 | 10 juillet 2008   | 9782849654385 |
| 5  | 14 mars 2008     | 978-4-253-15378-2 | 11 septembre 2008 | 9782849654705 |
| 6  | 16 octobre 2008  | 978-4-253-15379-9 | 29 janvier 2009   | 9782849655085 |